# Alvernaviridae
Alvernaviridae es una familia de virus del orden Sobelivirales que infectan protistas. Contienen un genoma de ARN monocatenario positivo y por lo tanto se incluyen en el Grupo IV de la Clasificación de Baltimore. Solo se ha descrito un género Alvernavirus.

## Descripción
Los virus de la familia Alvernaviridae tienen cápsides con geometrías icosaédricas y esféricas, y simetría T = 3 . El diámetro es de alrededor de 34 nm. Los genomas son lineales y no segmentados de alrededor de 4,4 kb de longitud.
La replicación viral se produce en el citoplasma. La entrada en la célula huésped se logra mediante la penetración en la célula huésped. La replicación sigue el modelo de replicación de los virus de ARN de cadena positiva. La transcripción de los virus de ARN de cadena positiva es el método de transcripción. Los protistas sirven como huésped natural.
Las enfermedades asociadas con esta familia incluyen: control de la población huésped posiblemente a través de la lisis de la célula huésped.